# Inspiration - Colors & Reflections
Inspiration - Colors & Reflections è il sesto album in studio della musicista azera Aziza Mustafa Zadeh, pubblicato nel 2000.

## Tracce
1. Insomnia – 8:01
2. Insult – 4:04
3. Spanish Picture (Remix) – 4:30
4. March (Vagif Month) – 2:37
5. Öz Allahına Düşmän – 6:18
6. Heartbeat (Upgraded Version) – 7:39
7. I am Blue – 2:03
8. Waiting for Aziza – 5:56
9. Vocalise – 2:19
10. Inspiration – 5:04
11. Vagif Prelude – 3:38
12. Bana Bana Gel (Bad Girl) (Radio Edit) – 7:57
13. 139 Colors of Sea – 7:11
14. Naje Sevim – 8:21
15. Night Interlude – 2:39